# Paddleton
Paddleton és una pel·lícula estatunidenca del 2019 de comèdia dramàtica dirigida per Alex Lehmann a partir d'un guió de Lehmann i Mark Duplass. És protagonitzada per Mark Duplass i Ray Romano.

## Repartiment
- Mark Duplass com a Michael Thompson
- Ray Romano com a Andy Freeman
- Christine Woods com la doctora Hagen
- Kadeem Hardison com a David
- Marguerite Moreau com a Kiersten
- Dendrie Taylor com a Nancy
- Alexandra Billings com a Judy
- Matt Bush com a Stewart